# Бристол (Тексас)
Бристол (енгл. Bristol) насељено је место без административног статуса у америчкој савезној држави Тексас.

## Демографија
По попису из 2010. године број становника је 668.
| Група             | 2000.    | 2010.       |
| Белци             | 0 (0,0%) | 544 (81,4%) |
| Афроамериканци    | 0 (0,0%) | 19 (2,8%)   |
| Азијати           | 0 (0,0%) | 1 (0,1%)    |
| Хиспаноамериканци | 0 (0,0%) | 99 (14,8%)  |
| Укупно            | 0        | 668         |